# Haplopus cytherea
Haplopus cytherea är en insektsart som beskrevs av John Obadiah Westwood 1859. Haplopus cytherea ingår i släktet Haplopus och familjen Phasmatidae. Inga underarter finns listade i Catalogue of Life.